# Pyrausta childrenalis
Pyrausta childrenalis là một loài bướm đêm trong họ Crambidae.